# Stanley Lombardo
Stanley Lombardo (New Orleans, 19 giugno 1943) è un saggista, traduttore, insegnante e classicista statunitense. È conosciuto soprattutto per le sue traduzioni dell'Iliade, dell'Odissea e dell'Eneide. Lo stile delle sue traduzioni è più vernacolare che accademico, enfatizzando l'inglese colloquiale piuttosto che il tono formale di alcune vecchie traduzioni in inglese americano di versi classici. Lombardo progetta le sue traduzioni affinché possano esser lette ed eseguite oralmente, come avveniva nell'antica Grecia. Come con la prosa così anche con le poesie, che ha registrato pure come audiolibri. Durante le esibizioni pubbliche gli piace anche suonare la batteria, alla maniera di Ezra Pound.

## Biografia
Di origini italiane, Lombardo è nato a New Orleans. Ha conseguito una laurea presso la Loyola University di New Orleans, un master presso la Tulane University e un dottorato di ricerca presso l'Università del Texas (1976). Nello stesso anno del Ph.D. entrò a far parte della facoltà dell'Università del Kansas, dove prestò servizio per quindici anni come preside del dipartimento e insegnò greco e latino a tutti i livelli, oltre a corsi generali sulla letteratura e cultura greca. È stato nominato direttore del programma Honours dell'Università del Kansas nel 2004.
Lombardo è sposato con Judith Roitman, professoressa di matematica in pensione, e poetessa affermata.

## Opere
- Parmenides and Empedocles (1982) Grey Fox Press. ISBN 978-0-912516-66-0
- Sky Signs: Aratus' Phaenomena (1983) North Atlantic Books. ISBN 978-0-938190-15-8
- Callimachus: Hymns, Epigrams, Select Fragments, con Diane Rayor (1987) Johns Hopkins University Press. ISBN 978-0-8018-3281-9
- Plato: Protagoras (1992) Hackett Publishing Company. ISBN 978-0-87220-094-4
- Hesiod: Works and Days and Theogony (1993) Hackett Publishing Company. ISBN 978-0-87220-179-8
- Lao-Tzu: Tao Te Ching, con  Stephen Addiss (1993) Hackett Publishing Company. ISBN 978-0-87220-232-0
- Homer: Iliad (1997) Hackett Publishing Company. ISBN 0-87220-352-2
- Homer: Odyssey (2000) Hackett Publishing Company. ISBN 978-0-87220-485-0
- Sappho: Poems and Fragments (2002) Hackett Publishing Company. ISBN 978-0-87220-591-8
- Virgil: Aeneid (2005) Hackett Publishing Company. ISBN 978-0-87220-732-5
- Abelard & Heloise: The Letters and Other Writings, with William Levitan and Barbara Thorburn (2007) Hackett Publishing Company. ISBN 978-0-87220-875-9
- Zen Source Book, con Stephen Addiss e Judith Roitman (2008) Hacket Publishing. ISBN 978-0-87220-909-1
- Dante: Inferno (2008) Hackett Publishing Company. ISBN 978-0-87220-917-6
- Ovid: Metamorphoses (2010) Hackett Publishing Company. ISBN 978-1-60384-308-9
- Statius: Achilleid (2015) Hackett Publishing Company. ISBN 978-1-62466-406-9
- Sappho: Complete Poems and Fragments (2016) Hackett Publishing Company. ISBN 978-1-62466-467-0
- Dante: Purgatorio (2016) Hackett Publishing Company. ISBN 978-1-62466-491-5
- Dante: Paradiso (2017) Hackett Publishing Company. ISBN 978-1-62466-590-5
- Horace: Odes & Carmen Saeculare (2018) Hackett Publishing Company. ISBN 978-1-62466-688-9
- Gilgamesh (2019) Hackett Publishing Company. ISBN 978-1-62466-772-5
- Bhagavad Gita (2019) Hackett Publishing Company. ISBN 978-1-62466-788-6

### Audiolibri e abbreviazioni
- The Essential Homer (2000) Hackett Publishing Company. ISBN 978-0-87220-540-6
- The Essential Iliad (2000) Hackett Publishing Company. ISBN 978-0-87220-542-0
- Iliad (2006) (Audiobook) Parmenides Publishing. ISBN 978-1-930972-08-7
- Odyssey (2006) (Audiobook) Parmenides Publishing. ISBN 978-1-930972-06-3
- The Essential Iliad (2006) (Audiobook) Parmenides Publishing. ISBN 978-1-930972-12-4
- The Essential Homer (2006) (Audiobook) Parmenides Publishing. ISBN 978-1-930972-10-0
- The Essential Aeneid (2006) Hackett Publishing Company. ISBN 978-0-87220-791-2
- The Essential Odyssey (2007) Hackett Publishing Company. ISBN 978-0-87220-899-5
- The Essential Metamorphoses (2011) Hackett Publishing Company. ISBN 978-1-60384-624-0